# همبرغر لحم

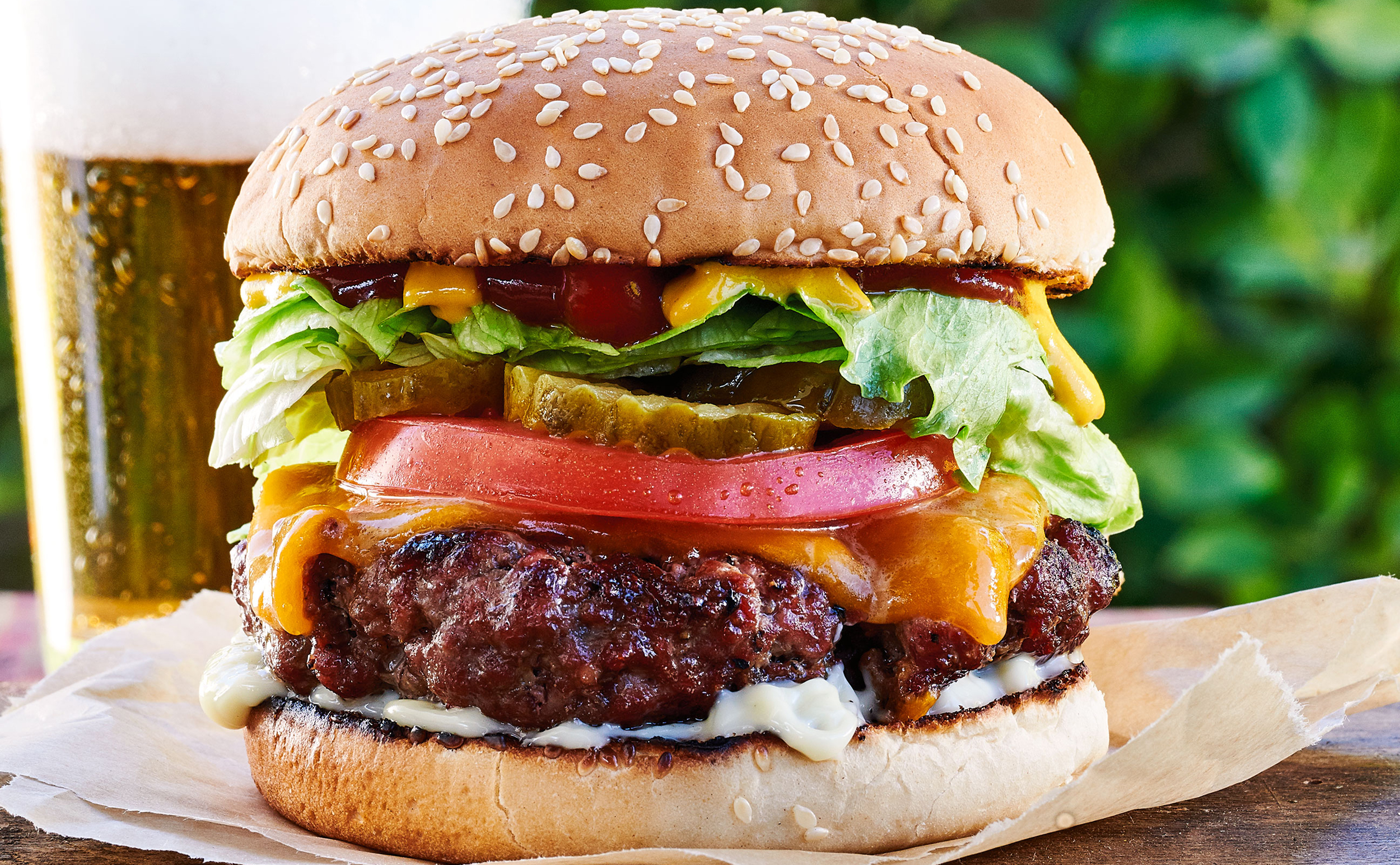

هامبرجر لحم نوع من الساندويتش يُعدّ باستخدام شرائح اللحم باعتباره مكونًا أساسيًا. وفي الولايات المتحدة، يظهر أن أولَ هامبرجر لحم قُـدّم إلى المستهلكين ابتُكِر عام 1934. وعادةً ما يُستخدم فيه لحم البقر، على أنه بالإمكان استخدام اللحوم الأخرى لصنع هامبرجر اللحم. ويمكن إعداده مع العديد من الأصناف والإضافات الأخرى، وكان يوجد منه أشكال عديدة في المطاعم في الماضي وما تزال تُعد إلى وقتنا الحاضر.

## التاريخ
يعود تاريخ مصطلح «هامبرجر اللحم» إلى عشرينيات القرن العشرين في الولايات المتحدة. وفي الولايات المتحدة، عام 1934، ابتكر أي اتش غاس بيلت ، مؤسسُ سلسلة مطاعم ستيك ان شيك (Steak’n shake)، هامبرجر لحم وقدمه إلى الزبائن في أول موقع للشركة في مدينة نورمال بولاية ايلينيو. ويجمع هامبرجر اللحم هذا عند إعداده خليطًا من اللحم المفروم من قطع على هيئة شرائح وهي لحم تي بون، ولحم الظهر (sirloin steak) اللتان تُقطعان من لحم الوسط في البقر.

## الإعداد
يتم إعداد هامبرجر اللحم من لحم منطقة الصدر والرقبة (chuck steak)، مع اللحم المقدد والبيض.
وعادةً ما يستخدم لحم البقر، على أنه قد تُستخدم لحوم أخرى مثل لحم الضأن والخنزير. وعادةً ما يستخدم اللحم مفرومًا أو مقطعًا بالسكين تقطيعًا رفيعًا أو قطعًا صغيرة. وربما أُعدّ اللحم باستعمال معالج الطعام. ويمكن عمل هامبرجر اللحم في درجات حرارة متنوعة، كأن يكون نصف استواء. وتُعد بعض أنواع برجراللحم بلحم بقر أنغوس.

## الأصناف المصاحبة
يمكن تقديم برجر اللحم مع إضافات الهامبرجر المعتادة مثل الخس والبصل والطماطم. وبعضها تقدم مع إضافات أخرى متنوعة كالجبن ولحم الخنزير والبيض المقلي والفطر ولحوم أخرى، وغير ذلك.

## الأصناف في المطاعم
وتقدم كثيرٌ من مراكز الوجبات السريعة والمطاعم برجر اللحم – مثل بيرجر كنج، وكارلز جي آر وهارديز، ستيك ان شيك، ومستر ستيك. وفي الولايات المتحدة، تقدم بعض المطاعم برجر لحم فاخر مُعدّ من لحم بقري درجة أولى ومعتّق، وهو منتج من وزارة الزراعة الأمريكية (USDA). إضافة إلى ذلك، تستخدم العديد من المطاعم مصطلح «برجر اللحم» كثيرًا. وتقدم بعض مجامع البيسبول برجر اللحم باعتباره أحد امتيازاتها، مثل أستاد روزنبلات (Rosenblatt Stadium) في مدينة أوماها بولاية نبراسكا.

## مطاعم بيرجر كنج
ابتكرتْ مطاعم برجر كنج ساندوتش من لحم الظهر (sirloin steak) عام 1979 كجزءٍ من زيادة قائمة الطعام، وكان هذا جزءًا من أعمال إعادة هيكلة الشركة. وكان هذا الطبق على صورة فطيرة مستطيلة الشكل من اللحم المفروم تُقدم على ساندويش من نوع سَبْ ستايل (sub-style)، وهو رول بحبوب السمسم. ومن الأصناف الأخرى التي يقدمها برجر كنج: برجر لحم انغوس بيكن تشدر رانتش وبرجر لحم انغوس بيكن وجبن، ونوع محدود من برجر ستيك هاوس (Steakhouse).
وفي عام 2004، قامت سلسلة مطاعم ستيك ان شيك بمقاضاة برجر كنج بسبب استخدام برجر كنج لمصطلح برجر اللحم ضمن إحدى مواد قائمة الطعام لديها، مدعيةً أن هذا الاستعمال هو انتهاك لحقوق العلامة التجارية. (بناءً على ما ذكرته صحيفة سنت لويس بوست ديسباتش، ذكر محامي بيرجر كنج أن ذهابهم للمحكمة كان بسبب الخوف من كون المحتوى هو نفسه في برجر اللحم في مطعم ستيك ان شيك).